# Línea R1 (AUVASA)
La línea R1 de AUVASA es un servicio nocturno que se presta durante las Ferias y Fiestas de la Virgen de San Lorenzo de la ciudad de Valladolid. Une el Recinto Ferial con los barrios de Huerta del Rey, el centro, La Rondilla y San Pedro Regalado.

## Frecuencias
| DÍA                                       | LUGAR DE SALIDA  | HORARIOS DE SALIDA                   |
| ----------------------------------------- | ---------------- | ------------------------------------ |
| Lunes a jueves laborables y días festivos | REAL DE LA FERIA | 23:30, 0:00, 0:30 y 1:00             |
| Viernes y vísperas de festivos            | REAL DE LA FERIA | 23:30, 0:00, 0:30, 1:00, 1:30 y 2:00 |
| Último día de ferias                      | REAL DE LA FERIA | 23:30 y 0:00                         |

## Paradas
| Hacia San Pedro Regalado                          | Correspondencia con líneas: |
| ------------------------------------------------- | --------------------------- |
| Avda. Mundial 82 Estadio José Zorrilla            | R R2 R3 R4 R5               |
| C/ Francisco Mendizábal 5                         | -                           |
| C/ Joaquín Velasco Martín 17 Col. María de Molina | B3                          |
| C/ Joaquín Velasco Martín 9 Polid. Huerta del Rey | B3                          |
| C/ Joaquín Velasco Martín 3 Col. La Inmaculada    | B3                          |
| C/ Joaquín Velasco Martín 1 esq. Gloria Fuertes   | B3                          |
| Pº Isabel La Católica IES Núñez de Arce           | -                           |
| C/ Solanilla igl. La Antigua                      | B1                          |
| Avda. Ramón y Cajal 3 Hospital Clínico            | B1                          |
| C/ Gondomar 12 esq. Santa Clara                   | B1                          |
| C/ Card. Torquemada esq. Rondilla Santa Teresa    | B1                          |
| C/ Card. Torquemada esq. Tirso de Molina          | B1                          |
| C/ Card. Cisneros esq. San Juan de Ávila          | B1                          |
| Avda. Palencia 2                                  | B1                          |
| Avda. Palencia fte. 41 esq. Amor de Dios          | B1                          |
| Avda. Santander fte. Pob. Endasa                  | B1                          |
| Avda. Santander 8 fte. Bº España                  | B1                          |
| Pza. Carmen Ferreiro                              | B1                          |